# NHL 1996/97
Die NHL-Saison 1996/97 war die 80. Spielzeit in der National Hockey League. 26 Teams spielten jeweils 82 Spiele. Den Stanley Cup gewannen die Detroit Red Wings nach einem 4:0-Erfolg in der Finalserie gegen die Philadelphia Flyers.
Es war die erste Saison für die Phoenix Coyotes, die bisherigen Winnipeg Jets, nach ihrem Umzug. Gleichzeitig war es die letzte Saison für die Hartford Whalers, die danach nach North Carolina umzogen, um unter dem Namen Carolina Hurricanes zu spielen. Die Boston Bruins schlossen die Spielzeit mit der schlechtesten Bilanz aller Mannschaften ab und verpassten damit zum ersten Mal seit 1967 die Play-offs, sodass die längste Serie der Ligageschichte von 29 aufeinander folgenden Playoff-Teilnahmen ein Ende fand.

## Reguläre Saison

### Abschlusstabellen
Abkürzungen: GP = Spiele, W = Siege, L = Niederlagen, T = Unentschieden nach Overtime, GF = Erzielte Tore, GA = Gegentore, Pts = Punkte

Erläuterungen: In Klammern befindet sich die Platzierung innerhalb der Conference;       = Playoff-Qualifikation,       = Divisions-Sieger,       = Conference-Sieger,       = Presidents’-Trophy-Gewinner

#### Eastern Conference
| Atlantic Division        | GP | W  | L  | T  | GF  | GA  | Pts |
| ------------------------ | -- | -- | -- | -- | --- | --- | --- |
| New Jersey Devils (1)    | 82 | 45 | 23 | 14 | 231 | 182 | 104 |
| Philadelphia Flyers (2)  | 82 | 45 | 24 | 13 | 274 | 217 | 103 |
| Florida Panthers (4)     | 82 | 35 | 28 | 19 | 221 | 201 | 89  |
| New York Rangers (5)     | 82 | 38 | 34 | 10 | 258 | 231 | 86  |
| Washington Capitals (9)  | 82 | 33 | 40 | 9  | 214 | 231 | 75  |
| Tampa Bay Lightning (11) | 82 | 32 | 40 | 10 | 217 | 247 | 74  |
| New York Islanders (12)  | 82 | 29 | 41 | 12 | 240 | 250 | 70  |

| Northeast Division      | GP | W  | L  | T  | GF  | GA  | Pts |
| ----------------------- | -- | -- | -- | -- | --- | --- | --- |
| Buffalo Sabres (3)      | 82 | 40 | 30 | 12 | 237 | 208 | 92  |
| Pittsburgh Penguins (6) | 82 | 38 | 36 | 8  | 285 | 280 | 84  |
| Ottawa Senators (7)     | 82 | 31 | 36 | 15 | 249 | 276 | 77  |
| Montréal Canadiens (8)  | 82 | 31 | 36 | 15 | 249 | 276 | 77  |
| Hartford Whalers (10)   | 82 | 32 | 39 | 11 | 226 | 256 | 75  |
| Boston Bruins (13)      | 82 | 26 | 47 | 9  | 234 | 300 | 61  |

#### Western Conference
| Central Division         | GP | W  | L  | T  | GF  | GA  | Pts |
| ------------------------ | -- | -- | -- | -- | --- | --- | --- |
| Dallas Stars (2)         | 82 | 48 | 26 | 8  | 252 | 198 | 104 |
| Detroit Red Wings (3)    | 82 | 38 | 26 | 18 | 253 | 197 | 94  |
| Phoenix Coyotes (5)      | 82 | 38 | 37 | 7  | 240 | 243 | 83  |
| St. Louis Blues (6)      | 82 | 36 | 35 | 11 | 236 | 239 | 83  |
| Chicago Blackhawks (8)   | 82 | 34 | 35 | 13 | 223 | 210 | 81  |
| Toronto Maple Leafs (11) | 82 | 30 | 44 | 8  | 230 | 273 | 68  |

| Pacific Division            | GP | W  | L  | T  | GF  | GA  | Pts |
| --------------------------- | -- | -- | -- | -- | --- | --- | --- |
| Colorado Avalanche (1)      | 82 | 49 | 24 | 9  | 277 | 205 | 107 |
| Mighty Ducks of Anaheim (4) | 82 | 36 | 33 | 13 | 243 | 231 | 85  |
| Edmonton Oilers (7)         | 82 | 36 | 37 | 9  | 252 | 247 | 81  |
| Vancouver Canucks (9)       | 82 | 35 | 40 | 7  | 257 | 273 | 77  |
| Calgary Flames (10)         | 82 | 32 | 41 | 9  | 214 | 239 | 73  |
| Los Angeles Kings (12)      | 82 | 28 | 43 | 11 | 214 | 268 | 67  |
| San Jose Sharks (13)        | 82 | 27 | 47 | 8  | 211 | 278 | 62  |

### Beste Scorer
Bester Scorer war Mario Lemieux. Als bester Vorlagengeber musste er sich den ersten Platz mit seinen 72 Assists mit Wayne Gretzky teilen. Bei den Torschützen führte Keith Tkachuk mit 52 Treffern die Rangliste an, war aber keiner der besten zehn Scorer. Paul Kariya versuchte es mit 340 Schüssen am häufigsten. In Überzahl waren Brendan Shanahan und Ryan Smyth mit je 20 Toren die Besten, während in Unterzahl Mike Peca mit sechs Treffern erfolgreich war. Mit einem Schnitt von 21,0 landete mehr als jeder fünfte Schuss von Miroslav Šatan im Tor. Die Plus/Minus führte John LeClair mit +44 an. Der böse Bube der Saison war Gino Odjick mit 371 Strafminuten. Erfolgreichster Verteidiger war Brian Leetch mit 58 Vorlagen und 78 Punkten. Sandis Ozoliņš erzielte 23 Tore.
Abkürzungen: GP = Spiele, G = Tore, A = Assists, Pts = Punkte, +/- = Plus/Minus, PIM = Strafminuten; Fett: Saisonbestwert
| Spieler          | Team             | GP | G  | A  | Pts | +/- | PIM |
| ---------------- | ---------------- | -- | -- | -- | --- | --- | --- |
| Mario Lemieux    | Pittsburgh       | 76 | 50 | 72 | 122 | +27 | 65  |
| Teemu Selänne    | Anaheim          | 78 | 51 | 58 | 109 | +28 | 34  |
| Paul Kariya      | Anaheim          | 69 | 44 | 55 | 99  | +36 | 6   |
| John LeClair     | Philadelphia     | 82 | 50 | 47 | 97  | +44 | 58  |
| Wayne Gretzky    | NY Rangers       | 82 | 25 | 72 | 97  | +12 | 28  |
| Jaromír Jágr     | Pittsburgh       | 63 | 47 | 48 | 95  | +22 | 40  |
| Mats Sundin      | Toronto          | 82 | 41 | 53 | 94  | +6  | 59  |
| Žigmund Pálffy   | NY Islanders     | 80 | 48 | 42 | 90  | +21 | 43  |
| Ron Francis      | Pittsburgh       | 81 | 27 | 63 | 90  | +7  | 20  |
| Brendan Shanahan | Hartford/Detroit | 81 | 47 | 41 | 88  | +32 | 131 |

### Beste Torhüter
Abkürzungen: GP = Spiele, TOI = Eiszeit (in Minuten), W = Siege, L = Niederlagen, T = Unentschieden, GA = Gegentore, SO = Shutouts, Sv% = gehaltene Schüsse (in %), GAA = Gegentorschnitt; Fett: Saisonbestwert
| Spieler            | Team       | GP | TOI  | W  | L  | T  | GA  | SO | Sv%   | GAA  |
| ------------------ | ---------- | -- | ---- | -- | -- | -- | --- | -- | ----- | ---- |
| Martin Brodeur     | New Jersey | 67 | 3838 | 37 | 14 | 13 | 120 | 10 | 0,927 | 1,88 |
| Andy Moog          | Dallas     | 48 | 2738 | 28 | 13 | 5  | 98  | 3  | 0,913 | 2,15 |
| Jeff Hackett       | Chicago    | 41 | 2473 | 19 | 18 | 4  | 89  | 2  | 0,927 | 2,16 |
| Dominik Hašek      | Buffalo    | 67 | 4037 | 37 | 20 | 10 | 153 | 5  | 0,930 | 2,27 |
| John Vanbiesbrouck | Florida    | 57 | 3347 | 27 | 19 | 10 | 128 | 2  | 0,919 | 2,29 |

### Beste Rookiescorer
Eine ausgeglichen starke Leistung bei Toren und Vorlagen brachte Jarome Iginla mit 50 Punkten den Titel des besten Rookiescorers ein. Die Verteidiger Bryan Berard und Janne Niinimaa bereiteten je 40 Tore vor. Sergei Beresin war mit 25 Treffern erfolgreichster Torjäger. Die Plus/Minus-Wertung der Rookies führte Colorados Aaron Miller mit +15 an. 208 Strafminuten von Calgarys Todd Simpson war der höchste Wert unter den Rookies.
Abkürzungen: GP = Spiele, G = Tore, A = Assists, Pts = Punkte, +/- = Plus/Minus, PIM = Strafminuten
| Spieler        | Team         | GP | G  | A  | Pts | +/− | PIM |
| -------------- | ------------ | -- | -- | -- | --- | --- | --- |
| Jarome Iginla  | Calgary      | 82 | 21 | 29 | 50  | −4  | 37  |
| Bryan Berard   | NY Islanders | 82 | 8  | 40 | 48  | +1  | 86  |
| Janne Niinimaa | Philadelphia | 77 | 4  | 40 | 44  | +12 | 58  |
| Jim Campbell   | St. Louis    | 68 | 23 | 20 | 43  | +3  | 68  |
| Sergei Beresin | Toronto      | 73 | 25 | 16 | 41  | −3  | 2   |

## Stanley-Cup-Playoffs
|  | Conference-Viertelfinale                              | Conference-Viertelfinale | Conference-Viertelfinale |                    | Conference-Halbfinale   | Conference-Halbfinale | Conference-Halbfinale |                     |                    | Conference-Finale | Conference-Finale | Conference-Finale |  |  | Stanley-Cup-Finale | Stanley-Cup-Finale | Stanley-Cup-Finale |
|  |                                                       |                          |                          |                    |                         |                       |                       |                     |                    |                   |                   |                   |  |  |                    |                    |                    |
|  | 1                                                     | New Jersey Devils        | 4                        |                    | 1                       | New Jersey Devils     | 1                     |                     |                    |                   |                   |                   |  |  |                    |                    |                    |
|  | 8                                                     | Canadiens de Montréal    | 1                        | 5                  | New York Rangers        | 4                     |                       |                     |                    |                   |                   |                   |  |  |                    |                    |                    |
|  |                                                       |                          |                          |                    |                         |                       |                       |                     |                    |                   |                   |                   |  |  |                    |                    |                    |
|  | 2                                                     | Buffalo Sabres           | 4                        | Eastern Conference | Eastern Conference      | Eastern Conference    |                       |                     |                    |                   |                   |                   |  |  |                    |                    |                    |
|  | 2                                                     | Buffalo Sabres           | 4                        | Eastern Conference | Eastern Conference      | Eastern Conference    |                       |                     |                    |                   |                   |                   |  |  |                    |                    |                    |
|  | 7                                                     | Ottawa Senators          | 3                        |                    |                         |                       |                       |                     |                    |                   |                   |                   |  |  |                    |                    |                    |
|  | 7                                                     | Ottawa Senators          | 3                        | 5                  | New York Rangers        | 1                     |                       |                     |                    |                   |                   |                   |  |  |                    |                    |                    |
|  |                                                       |                          |                          | 5                  | New York Rangers        | 1                     |                       |                     |                    |                   |                   |                   |  |  |                    |                    |                    |
|  |                                                       | 3                        | Philadelphia Flyers      | 4                  |                         |                       |                       |                     |                    |                   |                   |                   |  |  |                    |                    |                    |
|  | 3                                                     | 3                        | Philadelphia Flyers      | 4                  | Philadelphia Flyers     | 4                     |                       |                     |                    |                   |                   |                   |  |  |                    |                    |                    |
|  | 3                                                     |                          |                          |                    | Philadelphia Flyers     | 4                     |                       |                     |                    |                   |                   |                   |  |  |                    |                    |                    |
|  | 6                                                     | Pittsburgh Penguins      | 1                        |                    |                         |                       |                       |                     |                    |                   |                   |                   |  |  |                    |                    |                    |
|  | 6                                                     | Pittsburgh Penguins      | 1                        |                    |                         |                       |                       |                     |                    |                   |                   |                   |  |  |                    |                    |                    |
|  |                                                       |                          |                          |                    |                         |                       |                       |                     |                    |                   |                   |                   |  |  |                    |                    |                    |
|  | 4                                                     | Florida Panthers         | 1                        | 2                  | Buffalo Sabres          | 1                     |                       |                     |                    |                   |                   |                   |  |  |                    |                    |                    |
|  | 4                                                     | Florida Panthers         | 1                        | 2                  | Buffalo Sabres          | 1                     |                       |                     |                    |                   |                   |                   |  |  |                    |                    |                    |
|  | 5                                                     | New York Rangers         | 4                        | 3                  | Philadelphia Flyers     | 4                     |                       |                     |                    |                   |                   |                   |  |  |                    |                    |                    |
|  | 5                                                     | New York Rangers         | 4                        | 3                  | Philadelphia Flyers     | 4                     | E3                    | Philadelphia Flyers | 0                  |                   |                   |                   |  |  |                    |                    |                    |
|  | (Die Teams werden nach der ersten Runde neu gesetzt.) |                          |                          |                    |                         |                       | E3                    | Philadelphia Flyers | 0                  |                   |                   |                   |  |  |                    |                    |                    |
|  |                                                       | W3                       | Detroit Red Wings        | 4                  |                         |                       |                       |                     |                    |                   |                   |                   |  |  |                    |                    |                    |
|  | 1                                                     | W3                       | Detroit Red Wings        | 4                  | Colorado Avalanche      | 4                     |                       | 1                   | Colorado Avalanche | 4                 |                   |                   |  |  |                    |                    |                    |
|  | 1                                                     |                          |                          |                    | Colorado Avalanche      | 4                     |                       | 1                   | Colorado Avalanche | 4                 |                   |                   |  |  |                    |                    |                    |
|  | 8                                                     | Chicago Blackhawks       | 2                        | 7                  | Edmonton Oilers         | 1                     |                       |                     |                    |                   |                   |                   |  |  |                    |                    |                    |
|  | 8                                                     | Chicago Blackhawks       | 2                        | 7                  | Edmonton Oilers         | 1                     |                       |                     |                    |                   |                   |                   |  |  |                    |                    |                    |
|  |                                                       |                          |                          |                    |                         |                       |                       |                     |                    |                   |                   |                   |  |  |                    |                    |                    |
|  | 2                                                     | Dallas Stars             | 3                        |                    |                         |                       |                       |                     |                    |                   |                   |                   |  |  |                    |                    |                    |
|  | 2                                                     | Dallas Stars             | 3                        |                    |                         |                       |                       |                     |                    |                   |                   |                   |  |  |                    |                    |                    |
|  | 7                                                     | Edmonton Oilers          | 4                        |                    |                         |                       |                       |                     |                    |                   |                   |                   |  |  |                    |                    |                    |
|  | 7                                                     | Edmonton Oilers          | 4                        | 1                  | Colorado Avalanche      | 2                     |                       |                     |                    |                   |                   |                   |  |  |                    |                    |                    |
|  |                                                       |                          |                          | 1                  | Colorado Avalanche      | 2                     |                       |                     |                    |                   |                   |                   |  |  |                    |                    |                    |
|  |                                                       | 3                        | Detroit Red Wings        | 4                  |                         |                       |                       |                     |                    |                   |                   |                   |  |  |                    |                    |                    |
|  | 3                                                     | 3                        | Detroit Red Wings        | 4                  | Detroit Red Wings       | 4                     |                       |                     |                    |                   |                   |                   |  |  |                    |                    |                    |
|  | 3                                                     |                          |                          |                    | Detroit Red Wings       | 4                     |                       |                     |                    |                   |                   |                   |  |  |                    |                    |                    |
|  | 6                                                     | St. Louis Blues          | 2                        | Western Conference | Western Conference      | Western Conference    |                       |                     |                    |                   |                   |                   |  |  |                    |                    |                    |
|  | 6                                                     | St. Louis Blues          | 2                        | Western Conference | Western Conference      | Western Conference    |                       |                     |                    |                   |                   |                   |  |  |                    |                    |                    |
|  |                                                       |                          |                          |                    |                         |                       |                       |                     |                    |                   |                   |                   |  |  |                    |                    |                    |
|  | 4                                                     | Mighty Ducks of Anaheim  | 4                        | 3                  | Detroit Red Wings       | 4                     |                       |                     |                    |                   |                   |                   |  |  |                    |                    |                    |
|  | 5                                                     | Phoenix Coyotes          | 3                        | 4                  | Mighty Ducks of Anaheim | 0                     |                       |                     |                    |                   |                   |                   |  |  |                    |                    |                    |

## NHL Awards und vergebene Trophäen
- Hauptartikel: NHL Awards 1997

| Auszeichnung                              | Spieler                                        | Team                    |
| ----------------------------------------- | ---------------------------------------------- | ----------------------- |
| Art Ross Trophy:                          | Mario Lemieux                                  | Pittsburgh Penguins     |
| Bud Ice Plus-Minus Award:                 | John LeClair                                   | Philadelphia Flyers     |
| Bill Masterton Memorial Trophy:           | Tony Granato                                   | San Jose Sharks         |
| Calder Memorial Trophy:                   | Bryan Berard                                   | New York Islanders      |
| Conn Smythe Trophy:                       | Mike Vernon                                    | Detroit Red Wings       |
| Frank J. Selke Trophy:                    | Michael Peca                                   | Buffalo Sabres          |
| Hart Memorial Trophy:                     | Dominik Hašek                                  | Buffalo Sabres          |
| Jack Adams Award:                         | Ted Nolan                                      | Buffalo Sabres          |
| James Norris Memorial Trophy:             | Brian Leetch                                   | New York Rangers        |
| King Clancy Memorial Trophy:              | Trevor Linden                                  | Vancouver Canucks       |
| Lady Byng Memorial Trophy:                | Paul Kariya                                    | Mighty Ducks of Anaheim |
| Lester B. Pearson Award:                  | Dominik Hašek                                  | Buffalo Sabres          |
| Lester Patrick Trophy:                    | Seymour H. Knox III Bill Cleary Pat LaFontaine |                         |
| Mastercard Cutting Edge Play of the Year: | Waleri Kamenski                                | Colorado Avalanche      |
| Vezina Trophy:                            | Dominik Hašek                                  | Buffalo Sabres          |
| William M. Jennings Trophy:               | Martin Brodeur & Mike Dunham                   | New Jersey Devils       |
| Presidents’ Trophy                        | Presidents’ Trophy                             | Colorado Avalanche      |
| Prince of Wales Trophy                    | Prince of Wales Trophy                         | Philadelphia Flyers     |
| Clarence S. Campbell Bowl                 | Clarence S. Campbell Bowl                      | Detroit Red Wings       |
| Stanley Cup                               | Stanley Cup                                    | Detroit Red Wings       |